# Chó chăn cừu Raven Romania
Chó chăn cừu Raven Romania là một giống chó giám hộ chăn nuôi có nguồn gốc từ Romania và có kích thước rất lớn, được phân loại trong nhóm thứ hai của các giống chó - Pinscher và Schnauzer - Giống Molosser - Chó miền núi Thụy Sĩ và Chó chăn gia súc, phần 2.2: Giống Molosser - Loại chó miền núi.

## Lịch sử
Chó chăn cừu Raven Romania là một giống chó tự nhiên có nguồn gốc ở vùng Carpathian và Subcarpathian Meridia (vùng Muntenia cũ của Wallachia, trong các quận Dambovita, Arges, Prahova và vùng phụ cận Brasov). Ở những nơi này, những con chó miền núi này được đánh giá cao và được sử dụng với vai trò chó canh gác cho các tài sản và đàn gia súc và được gọi dưới cái tên Corbi. Từ "corb" có nghĩa là "con quạ", chính cái tên cũng đã nêu bật ra màu lông của con chó, một bộ lông có màu den đậm rõ.
Chó chăn cừu Raven Romania đã được chính thức công nhận bởi Câu lạc bộ Chăm sóc Chó Romania vào ngày 14 tháng 11 năm 2008.

## Tính cách
Chó chăn cừu Raven Romania là một giống chó thông minh, vui vẻ, năng động. Giống chó này dũng cảm, kiêu hãnh, cân bằng, tĩnh lặng, với bản năng bảo vệ được phát triển rất tốt. Chúng biểu hiện rất can đảm khi đối mặt với những kẻ săn mồi cụ thể trong khu vực, ví dụ: chó sói, gấu, linh miêu. Tiếng sủa của chúng rất mạnh mẽ, vang vọng với một khoảng cách rất lớn.
Giống chó này ưa phục tùng và thân thiện đối với chủ nhân và gia đình của nó, nhưng lại tỏ ra e dài, nghi ngại người lạ.